# خوردي تورول
خوردي تورول (بالكتالونية:Jordi Turull) مواليد 6 سبتمبر 1966 بمدينة باريتس ديل فاليس، كتالونيا. هو سياسي ومحامي كتلاني مرشح لرئاسة اقليم كاتالونيا.

## وصلات خارجية
- خوردي تورول على موقع IMDb (الإنجليزية)

- الموقع الرسمي
- الموقع على تويتر